# Swertia connata
Swertia connata là một loài thực vật có hoa trong họ Long đởm. Loài này được Schrenk miêu tả khoa học đầu tiên năm 1841.